# Včela medonosná saharská

Mapa rozšíření

Včela medonosná saharská (Apis mellifera sahariensis) je severoafrický poddruh včely medonosné. V regionu úzce souvisí s poddruhem Apis mellifera intermissa.
Včela medonosná saharská pochází ze saharských pouštních oáz. Tento typ včel se přizpůsobil datlovým plantážím (Phoenix dactylifera) a další saharské flóře.